# Bảng chữ cái Kirin Mông Cổ

Từ "Mông Cổ" trong chữ viết Kirin

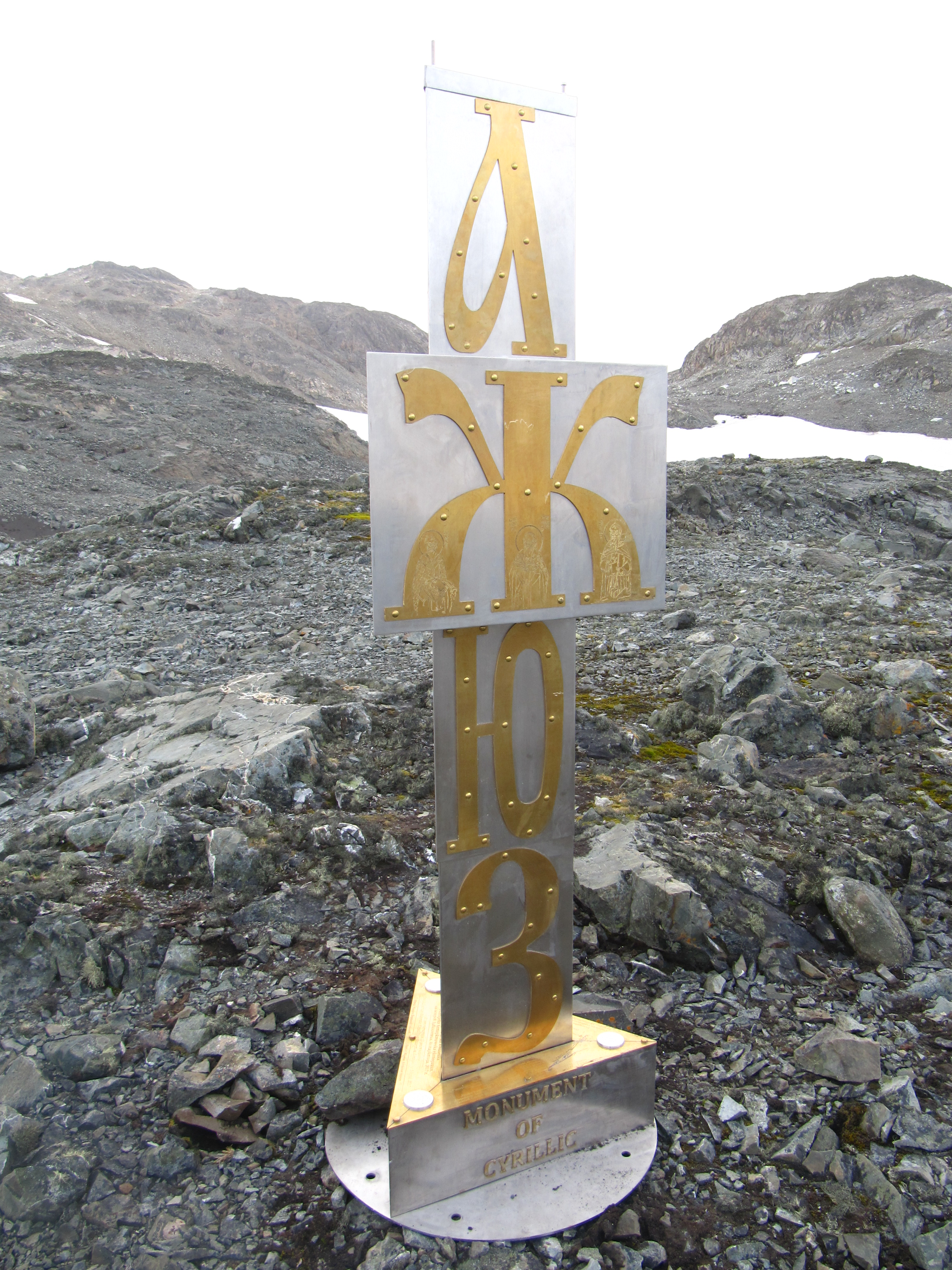
Tượng đài ký tự Kirin được dựng lên trong một dự án chung giữa Bulgaria và Mông Cổ ở Nam Cực

Bảng chữ cái Kirin Mông Cổ (tiếng Mông Cổ: Монгол Кирилл үсэг, Mongol Kirill üseg hoặc Кирилл цагаан толгой, Kirill cagaan tolgoi) là hệ thống chữ viết được sử dụng cho phương ngữ tiêu chuẩn của tiếng Mông Cổ ở địa vị hiện đại của Mông Cổ. Nó có một phần lớn chính tả âm vị, nghĩa là có một mức độ nhất quán hợp lý trong việc biểu diễn các âm thanh riêng lẻ. Chữ Kirin vẫn chưa được chấp nhận làm hệ thống chữ viết ở khu vực Nội Mông của Trung Quốc, nơi vẫn tiếp tục sử dụng chữ viết truyền thống Mông Cổ.

## Lịch sử
Chữ Kirin tiếng Mông Cổ là hệ thống chữ viết gần đây nhất trong số nhiều hệ thống chữ viết được sử dụng cho tiếng Mông Cổ. Nó là một bảng chữ cái Kirin và do đó tương tự như Bảng chữ cái Bulgaria. Nó sử dụng các ký tự giống như bảng chữ cái tiếng Nga ngoại trừ hai ký tự bổ sung Өө ⟨ö⟩ và Үү ⟨ü⟩.
Nó được giới thiệu vào những năm 1940 tại Cộng hòa Nhân dân Mông Cổ dưới ảnh hưởng Liên Xô, sau hai tháng vào năm 1941, nơi Latinh được sử dụng làm chữ viết chính thức, trong khi Latinh hóa ở Liên Xô đang thịnh hành. Sau Cách mạng Dân chủ Mông Cổ năm 1990, chữ viết Mông Cổ truyền thống được coi là thay thế chữ Kirin trong thời gian ngắn, nhưng cuối cùng kế hoạch đã bị hủy bỏ. Tuy nhiên, chữ viết tiếng Mông Cổ đã trở thành một môn học bắt buộc ở cấp tiểu học và trung học và đang dần phổ biến. Chữ viết Mông Cổ là một loại chữ viết dọc rất khác thường, và không giống như các chữ viết chỉ dọc trong lịch sử khác như chữ viết Trung Quốc, nó không thể dễ dàng chuyển thể để sử dụng theo chiều ngang, điều này gây bất lợi so với chữ Kirin cho nhiều mục đích hiện đại. Do đó, hệ thống chữ viết Kirin tiếp tục được sử dụng trong cuộc sống hàng ngày.
Vào tháng 3 năm 2020, chính phủ Mông Cổ đã công bố kế hoạch sử dụng cả chữ Kirin và chữ viết truyền thống của Mông Cổ trong các văn bản chính thức vào năm 2025.

## Mô tả
Bảng chữ cái Kirin Mông Cổ trong bảng chữ cái Kirin Nga được tạo ra trên cơ sở bảng, nhưng sự khác biệt về giọng nói của tiếng Mông Cổ và Nga, bảng chữ cái Nga và Mông Cổ, có một số khác biệt.
| Vị trí | Kirin | Chữ nổi | Tên              | IPA            | ISO 9 | Latinh hóa tiêu chuẩn (MNS 5217:2012) | Thư viện Quốc hội |
| ------ | ----- | ------- | ---------------- | -------------- | ----- | ------------------------------------- | ----------------- |
| 1      | Аа    | ⠁       | а                | a              | а     | а                                     | а                 |
| 2      | Бб    | ⠃       | бэ               | p, pʲ          | b     | b                                     | b                 |
| 3      | Вв    | ⠺       | вэ               | w̜, w̜ʲ          | v     | v                                     | v                 |
| 4      | Гг    | ⠛       | гэ               | ɡ, ɡʲ, ɢ       | g     | g                                     | g                 |
| 5      | Дд    | ⠙       | дэ               | t, tʲ          | d     | d                                     | d                 |
| 6      | Ее    | ⠑       | е                | ji~jɵ          | e     | ye                                    | e                 |
| 7      | Ёё    | ⠡       | ё                | jɔ             | ë     | yo                                    | ë                 |
| 8      | Жж    | ⠚       | жэ               | tʃ             | ž     | j                                     | zh                |
| 9      | Зз    | ⠵       | зэ               | ts             | z     | z                                     | z                 |
| 10     | Ии    | ⠊       | и                | i              | i     | i                                     | i                 |
| 11     | Йй    | ⠯       | хагас и          | i              | j     | i                                     | ĭ                 |
| 12     | Кк    | ⠅       | ка               | kʰ, kʲʰ, x, xʲ | k     | k                                     | k                 |
| 13     | Лл    | ⠇       | эл               | ɮ, ɮʲ          | l     | l                                     | l                 |
| 14     | Мм    | ⠍       | эм               | m, mʲ          | m     | m                                     | m                 |
| 15     | Нн    | ⠝       | эн               | n, nʲ, ŋ       | n     | n                                     | n                 |
| 16     | Оо    | ⠕       | о                | ɔ              | o     | o                                     | o                 |
| 17     | Өө    | ⠧       | ө                | ɵ~o            | ô     | ö                                     | ö                 |
| 18     | Пп    | ⠏       | пэ               | pʰ, pʰʲ        | p     | p                                     | p                 |
| 19     | Рр    | ⠗       | эр               | r, rʲ          | r     | r                                     | r                 |
| 20     | Сс    | ⠎       | эс               | s              | s     | s                                     | s                 |
| 21     | Тт    | ⠞       | тэ               | tʰ, tʰʲ        | t     | t                                     | t                 |
| 22     | Уу    | ⠥       | у                | ʊ              | u     | u                                     | u                 |
| 23     | Үү    | ⠹       | ү                | u              | ü     | ü                                     | ü                 |
| 24     | Фф    | ⠋       | фэ, фа, эф       | f, pʰ          | f     | f                                     | f                 |
| 25     | Хх    | ⠓       | хэ, ха           | x, xʲ          | h     | kh                                    | kh                |
| 26     | Цц    | ⠉       | цэ               | tsʰ            | c     | ts                                    | ts                |
| 27     | Чч    | ⠟       | чэ               | tʃʰ            | č     | ch                                    | ch                |
| 28     | Шш    | ⠱       | ша, эш           | ʃ              | š     | sh                                    | sh                |
| 29     | Щщ    | ⠭       | ща, эшчэ         | (ʃ)            | ŝ     | sh                                    | shch              |
| 30     | Ъъ    | ⠷       | хатуугийн тэмдэг | none           | ʺ     | i                                     | ı                 |
| 31     | Ыы    | ⠮       | эр үгийн ы       | i              | y     | y                                     | y                 |
| 32     | Ьь    | ⠾       | зөөлний тэмдэг   | ʲ              | ʹ     | i                                     | i                 |
| 33     | Ээ    | ⠪       | э                | e~i            | è     | e                                     | ê                 |
| 34     | Юю    | ⠳       | ю                | jʊ, ju         | û     | yu                                    | iu                |
| 35     | Яя    | ⠫       | я                | ja             | â     | ya                                    | ia                |

Trong số đó Үү và Өө cũng có thể được viết thành Її (hoặc V, v và Є, không có trong bảng chữ cái tiếng Nga hiện đại.